# Krithe bartonensis
Krithe bartonensis is een mosselkreeftjessoort uit de familie van de Krithidae. De wetenschappelijke naam van de soort is voor het eerst geldig gepubliceerd in 1857 door Jones.